# World Team Challenge 2014
Die 13. World Team Challenge 2014 (offiziell: R(H)EINPOWER-Biathlon-WTC 14) war ein Biathlonwettbewerb, der am 27. Dezember 2014 in der Veltins-Arena in Gelsenkirchen stattfand.
Gewonnen hat das ukrainische Team mit Serhij Semenow und Walentyna Semerenko. Es konnte somit zum zweiten Mal nach 2008 ein ukrainisches Team den Event gewinnen.
Das erstplatzierte Team erhielt eine Siegprämie in Höhe von 28.000 Euro. Für die Zweiten gab es 22.000 Euro und für die Dritten 20.000 Euro. Der 4. Platz wurde mit 18.000 Euro, der 5. Platz mit 16.000 Euro, der 6. Platz mit 12.000 Euro, sowie der 7. bis 10. Platz mit jeweils 10.000 Euro vergütet.

## Teilnehmer
Es gingen insgesamt zehn geladene Teams mit Teilnehmern aus neun Nationen an den Start. Gastgeber Deutschland war mit zwei Teams vertreten.

## Ergebnisse
| Platz | Name                                        | Land           | Zeit (min) |
| ----- | ------------------------------------------- | -------------- | ---------- |
| 1     | Walentyna Semerenko / Serhij Semenow        | Ukraine        | 31:03,2    |
| 2     | Franziska Hildebrand / Erik Lesser          | Deutschland II | +0:07,7    |
| 3     | Jana Romanowa / Jewgeni Garanitschew        | Russland       | +0:15,1    |
| 4     | Gabriela Soukalová / Ondřej Moravec         | Tschechien     | +0:19,4    |
| 5     | Anaïs Chevalier / Martin Fourcade           | Frankreich     | +0:26,3    |
| 6     | Laura Dahlmeier / Florian Graf              | Deutschland I  | +0:35,1    |
| 7     | Fanny Horn / Lars Helge Birkeland           | Norwegen       | +0:36,8    |
| 8     | Katharina Innerhofer / Dominik Landertinger | Österreich     | +1:01,2    |
| 9     | Dorothea Wierer / Lukas Hofer               | Italien        | +1:03,5    |
| 10    | Elisa Gasparin / Benjamin Weger             | Schweiz        | +3:16,9    |